# 砺波チューリップ公園
砺波チューリップ公園（となみチューリップこうえん、英: Tonami Tulip Park）は、富山県砺波市花園町にある都市公園（総合公園）である。
富山県の県花、砺波市の市花であるチューリップをテーマとして四季折々の花を楽しむことができる。毎年、春に「となみチューリップフェア」、冬に「KIRAKIRAミッション」が開催されている。

## 概要
砺波チューリップ公園は、富山県農事試験場出町園芸分場（現在の富山県農林水産総合技術センター園芸研究所果樹研究センター）が由来とされる。第二次世界大戦後、1951年に連合国軍最高司令官総司令部（GHQ）の指導により園芸分場の廃止案が上がった。同年、生産農家や研究者が分場の一般開放を考案し、GHQ関係者を招待。チューリップが咲く風景を見て廃止案を撤回した。これが現在の「となみチューリップフェア」の前身にもなっている。
1964年、砺波園芸分場（砺波市市制移行後に名称変更）の果樹部門が魚津市へ移転後にチューリップフェアの会場も現在のチューリップ公園へ会場を移し開園した。1976年に公園整備に着手し、1986年の第35回となみチューリップフェア開催時に現在の公園の整備が完了した。

## 歴史
- 1952年（昭和27年）4月29日 - 5月3日 第1回となみチューリップフェアが「出町園芸分場」にて開催[6][7]。
- 1953年（昭和28年） 新しくなった富山県立砺波高等学校体育館で切花品評会
- 1954年（昭和29年）3月22日 チューリップが富山県の郷土の花に選ばれる[8]。第3回となみチューリップフェア開催。
- 1956年（昭和31年） 砺波市市街地にアーチや花首のデコレーションが登場。
- 1957年（昭和32年） 入場者10万人を突破
- 1958年（昭和33年）10月22日 昭和天皇・皇后が砺波市へ行幸啓[9]。
- 1959年（昭和34年） 新作チューリップ音頭発表
- 1961年（昭和36年）10月14日 当時の皇太子夫妻が砺波市を訪問[9]、第10回チューリップフェア開催。
- 1962年（昭和37年）6月 県農業試験場砺波園芸分場の懇談会で、公園建設構想が打ち上げられる[10]。
- 1963年（昭和38年）10月3日 自衛隊砺波駐屯部隊の協力を得て着工[11]。
- 1964年（昭和39年）3月 旧砺波園芸分場の果樹部門（魚津市に移転）跡地を砺波市が県から借用して砺波チューリップ公園が整備され[3][10][12]、第13回となみチューリップフェア開催。
- 1965年（昭和40年） 中越弁慶号保存会が完成。
- 1966年（昭和41年） チューリップ公園管理棟（旧）完成、入場者が23万人を突破。
- 1968年（昭和43年） 児童交通公園[注釈 1] が完成。
- 1972年（昭和47年）4月26日 チューリップ公園のシンボル「チューリップタワー[注釈 2]」が完成[7][13][14]。
- 1974年（昭和49年） 第1回ミスチューリップコンテスト開催。
- 1975年（昭和50年） 会場駐車場増設。
- 1976年（昭和51年）3月31日[15] チューリップ公園総合計画を制定し、同年5月に都市公園整備事業として認可される[10]、同年中に砺波市内の高波にあった旧中嶋家を移築[16]。
- 1978年（昭和53年） 円形花壇完成。
- 1979年（昭和54年）
  - 8月 旧中越銀行本店（現在の砺波郷土資料館）を移築[17]、同年9月8日完成式[18]。
  - 10月 大規模拡張工事着手[19]。
- 1980年（昭和55年） 公園内に池、北門、擬木橋完成。ミスフラワーラインを選考。
- 1981年（昭和56年） 東門、芝生広場、しょうぶ園完成[10]。
- 1982年（昭和57年）4月27日 砺波市文化会館[18]完成。同年中に野外ステージ、円形噴水[20]、園路灯、おまつり広場完成。
- 1983年（昭和58年） おまつり広場タイル貼り、四阿2棟、チャンドラ号展示館完成。
- 1985年（昭和60年） チューリップ公園管理棟完成。
- 1986年（昭和61年）
  - 3月31日 チューリップ公園開設[15]。
  - 4月23日 チューリップ公園の整備が完了[21]。
  - 8月9日 第1回カンナ祭り開催[19]。
- 1989年（平成元年） 駐車場1,250台分を整備。
- 1992年（平成4年）
  - 3月 五連揚水水車[注釈 3]が完成[22]。
  - 4月29日 ヤロバの泉[注釈 4]が完成[23]。
- 1993年（平成5年） となみチューリップフェアの運営を砺波市から第三セクターの「フラワーランドとなみ」へ移管[24]。
- 1995年（平成7年） 新又口用水を利用した水車苑造成[1]。
- 2000年（平成12年） となみチューリップフェアの運営をフラワーランドとなみから花と緑の財団（現在の砺波市花と緑と文化の財団）へ移管[25]。
- 2001年（平成13年） 第50回となみチューリップフェア開催[注釈 5]
- 2005年（平成17年） チューチップ公園北門口にチューリップベルを設置。[注釈 6]
- 2007年（平成19年） 五連揚水水車を改修。
- 2008年（平成20年） チューリップタワーの花の部分を改修。
- 2009年（平成21年） 砺波市美術館北側に遊具ゾーンを整備。
- 2011年（平成23年） 第60回記念となみチューリップフェア開催。
- 2017年（平成29年） チューリップ公園北門を改装。
- 2020年（令和2年）7月 新チューリップタワー建設開始[26][27]。
- 2021年（令和3年）
  - 4月22日 第70回記念となみチューリップフェア開催[28][29]。新（二代）チューリップタワー完成[5][29][30][31]。
  - 6月初旬 旧（初代）チューリップタワー解体[26][32]。
- 2025年（令和7年）4月5日 - 南門（鉄骨平屋建て、伝統的家屋洋式『マエナガレ』を生かした造り）の完成セレモニーを開催[33]。

## チューリップタワー

### 初代
公園内のシンボルであるチューリップタワーは高さ21.9m、1972年（昭和47年）4月26日に1970年大阪万博の中央広場に設けられた太陽の塔に魅せられて、「チューリップ公園にも立派なシンボルタワーを」と、第20回チューリップフェアの記念事業として建設したもので、2008年（平成20年）チューリップタワーの花の部分を改修、上部の赤いチューリツプのオブジェは高さ3m、幅1.8mあるが、老朽化のため現タワーの東側に2021年（令和3年）の70回記念チューリップフェア開催までに新タワーを建て替えることとなり、初代は同年6月初旬に解体されることとなった。跡地には、直径26.8mの花壇が設置され、花壇中央には初代タワーの赤いチューリップのオブジェが再塗装され設置され、2021年（令和3年）11月21日に除幕式が執り行われた。

### 二代
2021年（令和3年）3月下旬完成し、同年4月22日に完成式が行われた新（二代）タワーは、高さは約26mと、初代タワーより約4m高くなり、展望台の位置も約1m高い。新タワーの各頂点には高さ約2m、幅約1.6mの3品種のチューリップのオブジェ（赤「とやまレッド」、白「白雲」、黄「黄小町」）が取り付けられている。また、展望台に続く螺旋階段の途中高さ４mの位置には、延長が138mあるスカイウオーク（展望園路）に繋がっている。
2021年（令和3年）の70回記念チューリップフェア終了後の6月上旬に、初代タワーは取り壊されるため、2本のタワーが並ぶ最初で最後のフェアとなり、5月下旬から29日まで、2本のタワーがライトアップされ、29日には旧タワーのクロージングイベントが開催された。

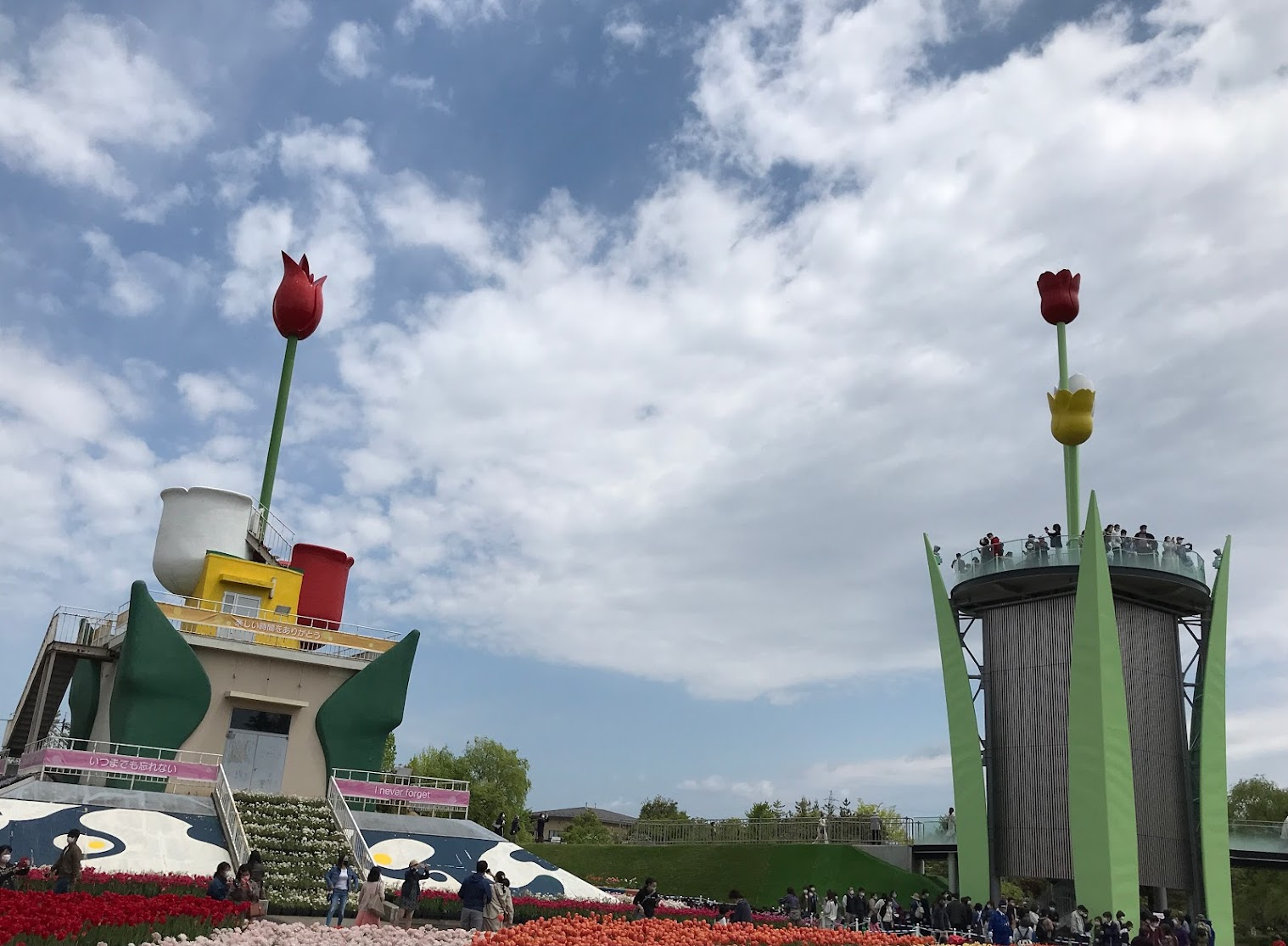
左・初代チューリップタワー、右・二代目チューリップタワー（2021年5月3日）

## 画像解説

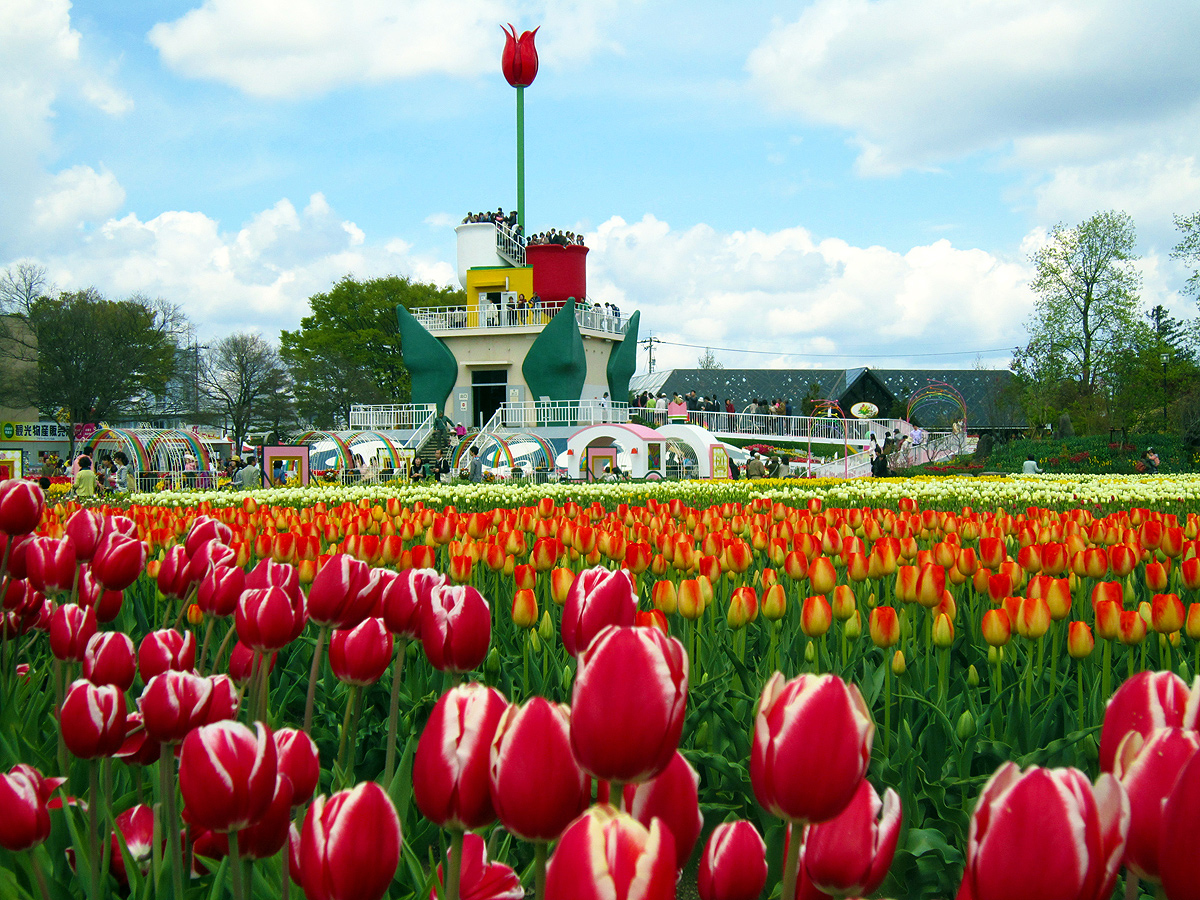
奥に旧（初代）チューリップタワー
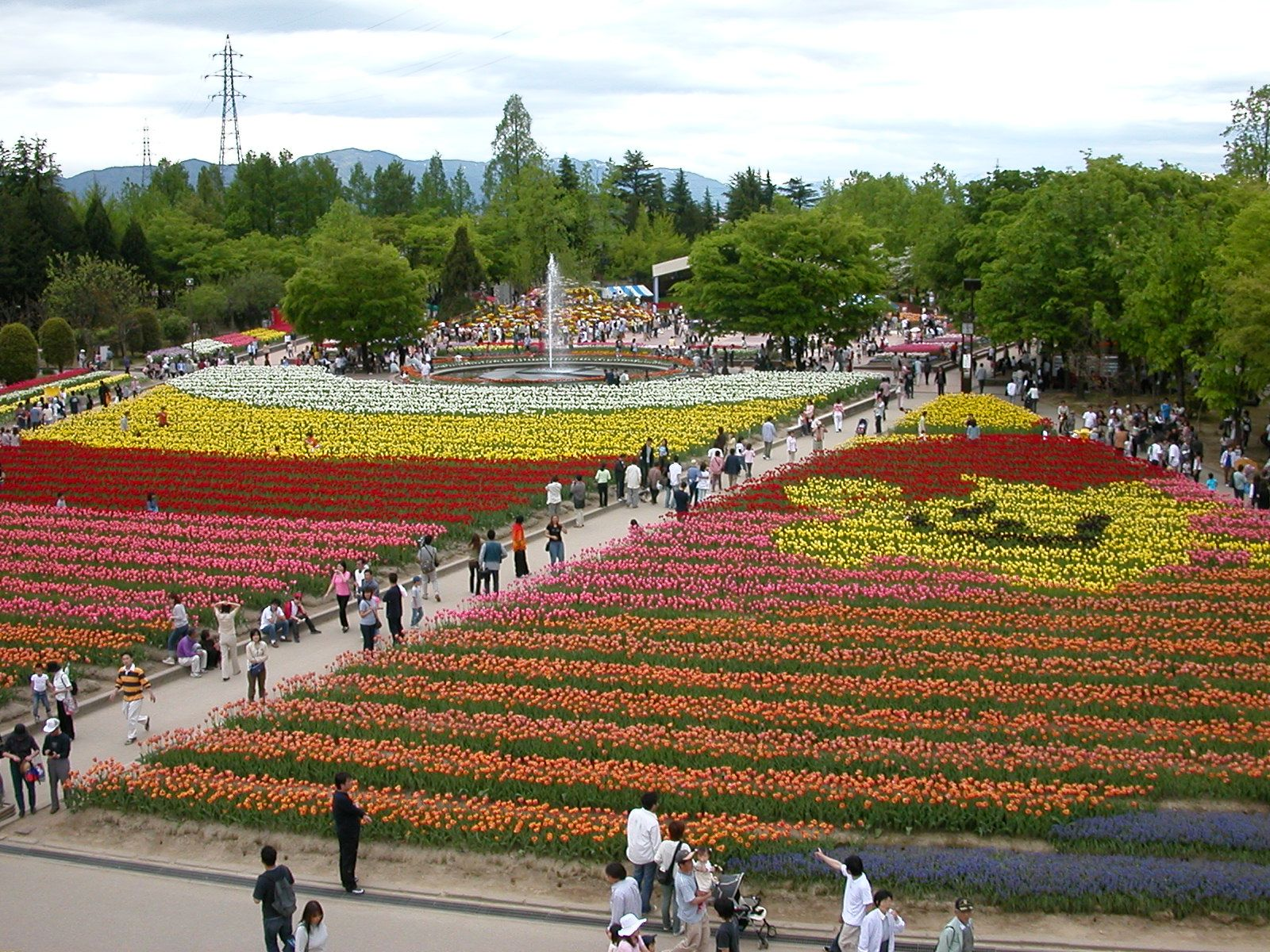
チューリップタワーから
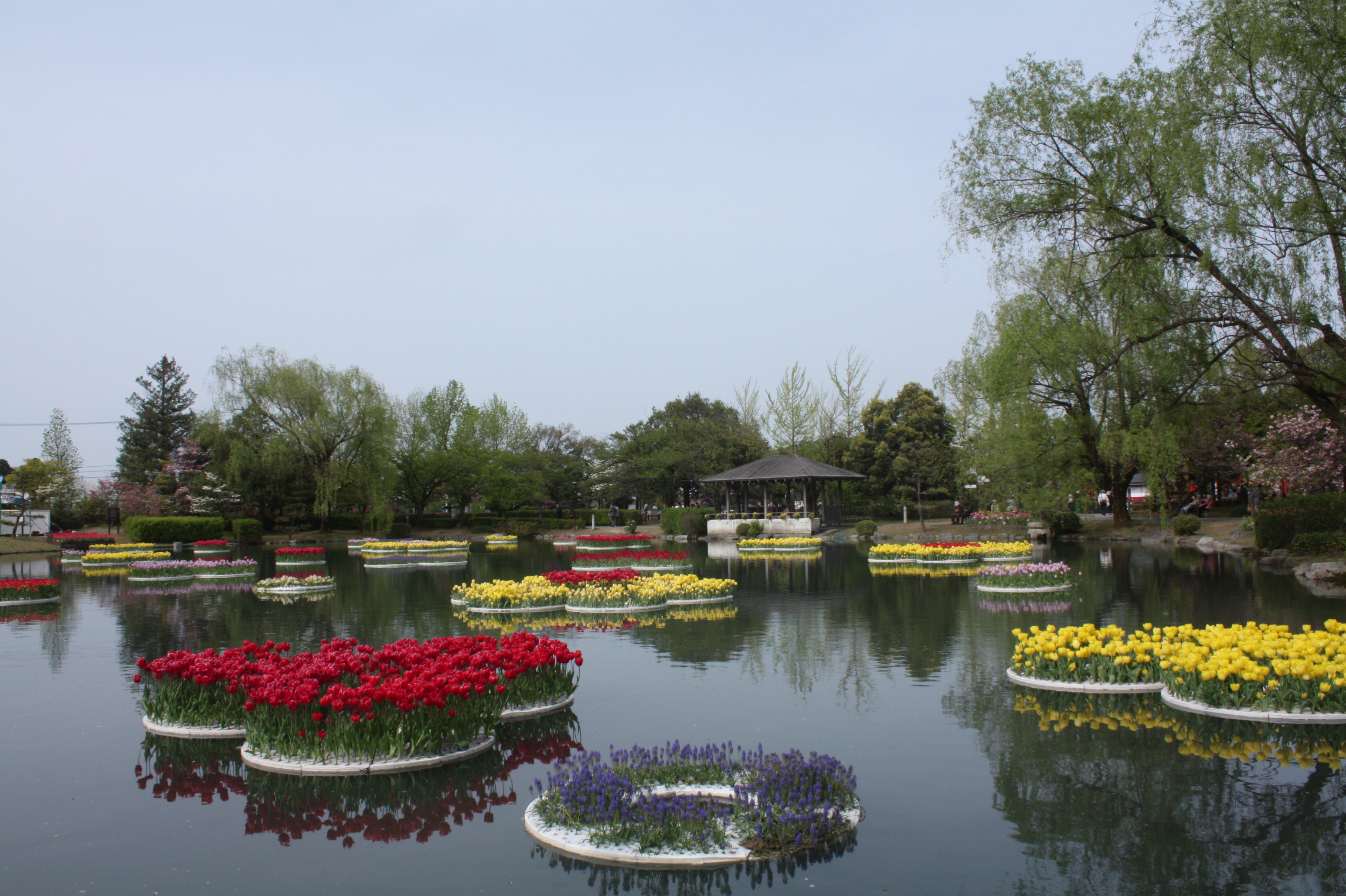
水上花壇
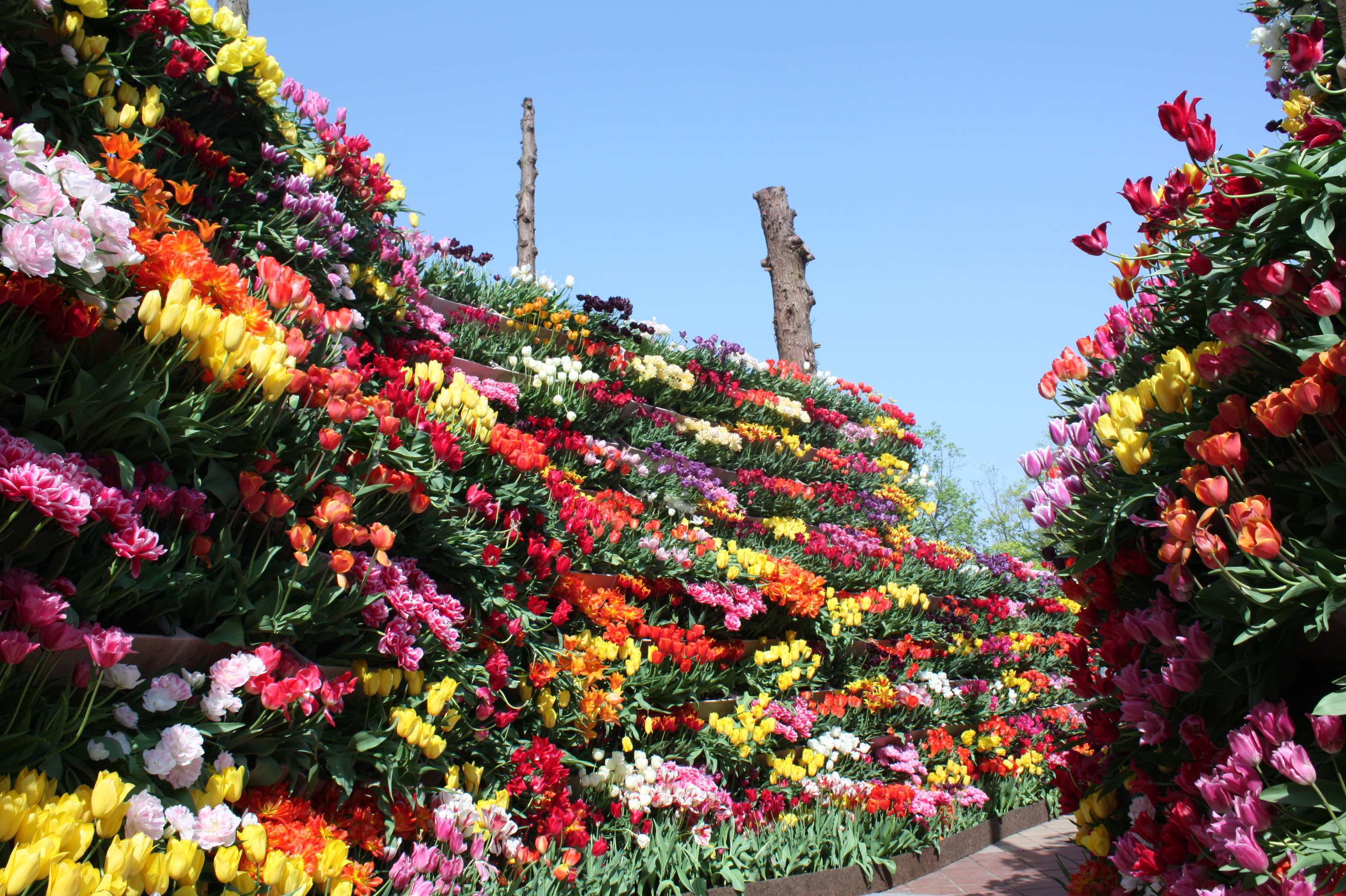
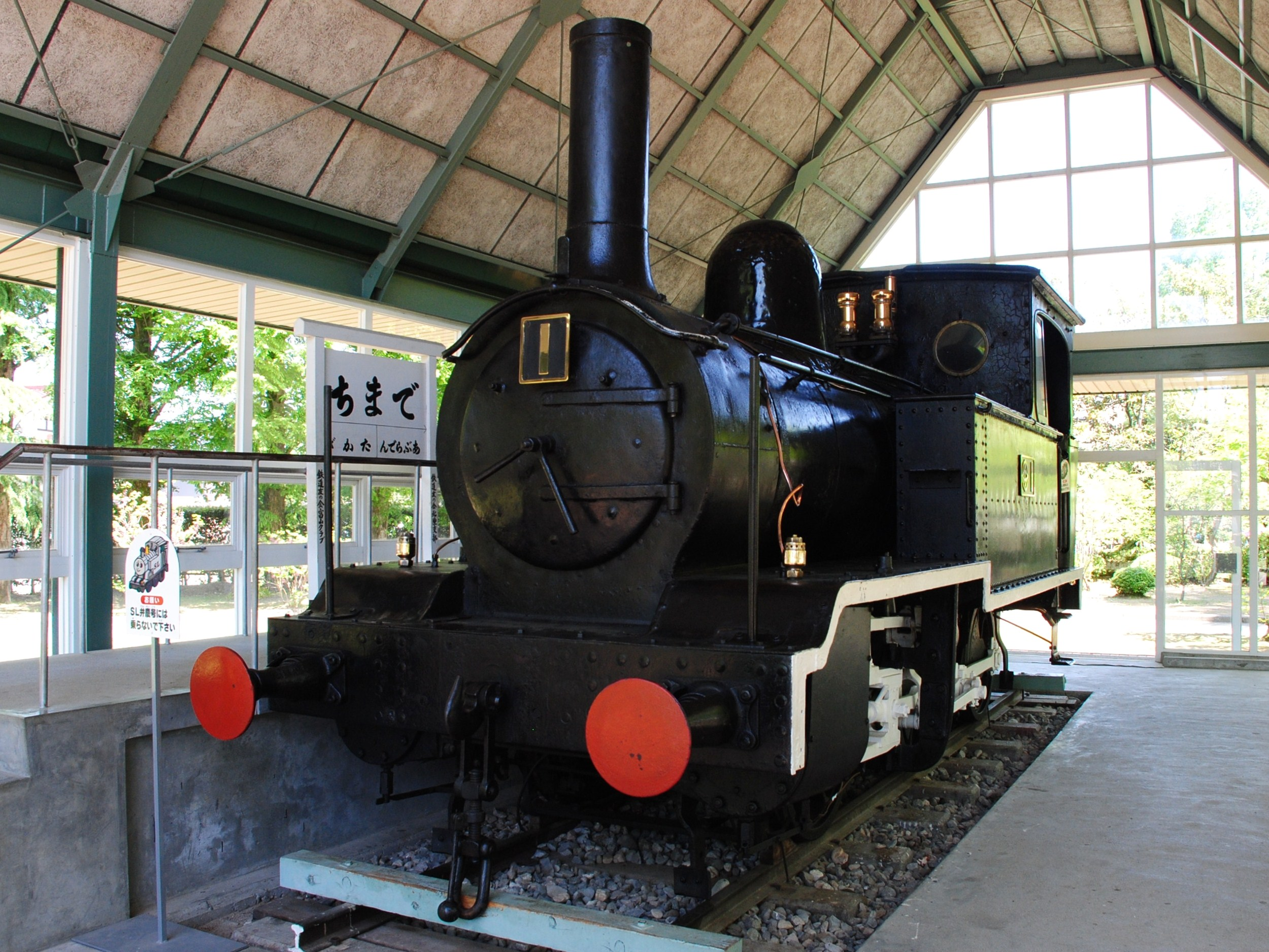
園内に保存されている 「中越弁慶号（通称）」